# Personalkosten
Personalkosten (oder Personalaufwand; englisch staff costs) sind im Rechnungswesen Kosten, die durch den Einsatz von Arbeitnehmern im Produktionsprozess verursacht werden.

## Allgemeines
Personalkosten sind in vielen Unternehmensarten die wichtigste Kostenart. Sie wird ausgelöst durch den Einsatz des Produktionsfaktors Arbeit. Als planmäßige Tätigkeit transformiert menschliche Arbeit ein Arbeitsobjekt in ein ideell vorgegebenes, angestrebtes Arbeitsergebnis, welches ein marktfähiges Produkt darstellt. Das Arbeitsobjekt ist eine Kombination materieller (Roh-, Hilfs- und Betriebsstoffe) und immaterieller Güter (Informationen, Arbeitsanweisungen, Entscheidungen), die im Rahmen eines Arbeitsprozesses in ein marktfähiges Produkt umgewandelt werden. Im Arbeitsprozess können Arbeitshilfsmittel (so genannte Potenzialfaktoren) repetitiv eingesetzt werden, die die menschliche Arbeitsleistung unterstützen, ohne jedoch selbst in das Produkt einzugehen (etwa Werkzeuge, Computer). Der Teil der Umwandlung von Arbeitsobjekten in ein Produkt, der in der Produktion auf menschliche Tätigkeit zurückzuführen ist, heißt Personalkosten.

## Abgrenzung
Arbeit hat daher einen Preis in Form einer Entlohnung (Arbeitsentgelt), die aus betrieblicher Perspektive Kosten darstellt. Entscheidend für die Zuordnung von Kosten zur Kostenart Personalkosten ist die arbeitsrechtliche Funktion als Arbeitnehmer im Betrieb. Dazu gehören – neben der Masse der Beschäftigten – auch Auszubildende, Praktikanten sowie Führungskräfte bis hin zu Vorstand und Geschäftsführung. Nicht zu den Arbeitnehmern gehören Arbeitskräfte wie Handelsvertreter, Arbeitnehmer von Subunternehmen, Arbeitnehmer mit ihren Arbeitskostenzuschüssen oder Leiharbeitskräfte. Nach herrschender Meinung sind Aufwendungen für Leiharbeitnehmer ausdrücklich nicht dem Personalaufwand zuzuordnen. Grund hierfür ist, dass der Personalaufwand ein rechtliches Anstellungsverhältnis erfordert. Da Leih- und Zeitarbeitskräfte rechtlich bei einer Fremdfirma angestellt sind, fallen diese somit nicht unter den Personalaufwand. Aufwendungen für Leih- und Zeitarbeitskräfte sind deshalb unter den sonstigen betrieblichen Aufwendungen auszuweisen.

## Arten der Personalkosten
Die Personalkosten können nach ihrem Entstehungsgrund wie folgt unterteilt werden:
- Löhne (Zeitlohn, Akkordlohn, Prämienlohn, Überstundenlohn);
  - Fertigungslöhne;
  - Hilfslöhne;
- Gehälter (Zeitlohn);
- Gesetzliche, tarifliche und betriebliche Sozialkosten (Personalnebenkosten);
  - Gesetzliche Sozialkosten: Arbeitgeberanteile zur Sozialversicherung;
  - Primäre vertragliche Sozialkosten (direkte Zahlung an Arbeitnehmer): Essenszuschüsse, Urlaubsgeld, Jubiläumszuwendungen, Jahresabschlussvergütungen;
  - Sekundäre vertragliche Sozialkosten (kommen dem Arbeitnehmer indirekt zugute): Kantine, Betriebsarzt, Kindergarten, betriebliche Altersversorgung und Unterstützung;
- Sonstige Personalkosten (entstehen durch Fluktuationen): Stellenanzeigen, Abfindungen.

Personalnebenkosten haben eine zunehmende Bedeutung erlangt. Sie betragen bei Kreditinstituten bis zu 98 % des Bruttoverdienstes, liegen in der Industrie bei bis zu 80 % und im Einzelhandel bei etwa 70 %.
Arten der Personalnebenkosten:
- gesetzliche Personalnebenkosten: Arbeitgeberanteile an der Renten-, Kranken-, Arbeitslosen-, Pflegeversicherung oder Unfallkassen, die gesetzlich vorgeschriebene Entgeltfortzahlung im Krankheitsfall und die bezahlten Feiertage und Urlaubstage.
- tarifliche  Personalnebenkosten: Werksarzt, Kantine, Arbeitsbekleidung, Kuren.
- vertragliche Personalnebenkosten: Abfindungen

Die Summe aus Personalkosten, Personalnebenkosten (Personalbasisaufwand) und Sachaufwand „Soziale Dienste“ plus Sachaufwand „Aus- und Weiterbildung der Mitarbeiter“ (Personalzusatzaufwand) ergibt den Personalgesamtaufwand.
Personalkosten können sowohl Fixkosten (Kosten der Arbeitskapazität, Personal in der Verwaltung) als auch variable Kostenbestandteile (Akkordlöhne) enthalten. Wo sie dem Kostenträger direkt zurechenbar sind, gehören sie zu den Einzelkosten, eine Umlage auf die Produkte ist bei Gemeinkosten erforderlich.

## Erfassung und Buchung
Das mitlaufende und zeitnahe automatische Erfassen der Personaleinzelkosten ist der einzige taugliche Ansatz, um zu einer authentischen Datenbasis zu gelangen. Jede Selbstaufschreibung wird durch Interessen der Beteiligten verzerrt sein und erlaubt keine revisionsfeste Nachkalkulation. Das erfordert mindestens die Erfassung einzelner Verrichtungen durch Methoden der Zeiterfassung für Anfangszeiten, nachfolgende Verteilzeiten fallen dabei jeweils der laufenden Verrichtung zu.
Der wesentliche Buchungssatz für Lohn- und Gehaltszahlungen lautet:
```
   * Lohnaufwand (
Bruttolohn
) an
     ** Bankkonto
     ** Zugang 
Lohnsteuerverbindlichkeit

     ** Zugang Verbindlichkeit 
Sozialversicherung
 (
Arbeitnehmeranteil
)
   * Aufwand aus gesetzlichen Sozialversicherungskosten an
     ** Zugang Verbindlichkeit 
Sozialversicherung
 (
Arbeitgeberanteil
)
```

Die Sozialversicherung (Arbeitgeber- und Arbeitnehmeranteil) wird zum drittletzten Banktag des laufenden Monats überwiesen. Die einbehaltene Lohnsteuer wird am 10. Arbeitstag des Folgemonats an das Finanzamt überwiesen. Der Buchungssatz lautet: Verbindlichkeiten gegenüber Sozialversicherungsträgern an Bank sowie Verbindlichkeiten gegenüber Finanzbehörden an Bank.

## Kennzahlen
Personalkostenkennzahlen sind betriebswirtschaftliche Kennzahlen, die als Verhältniszahlen „absolute Personalkostenwerte relativieren“. Sie sind von allgemeinem Interesse und Gegenstand der öffentlichen Diskussion. Da Personalkosten neben den Materialkosten meist die bedeutendste Kostenart darstellen, unterliegen sie einer besonderen Beobachtung.
Geläufige Kennzahlen im Zusammenhang mit Personalkosten sind neben der Personalaufwandsquote die Personalintensität:
{\displaystyle \mathrm {Personalintensit{\ddot {a}}t} ={\frac {\text{Personalkosten}}{\text{Gesamtkosten oder Umsatzerlöse}}}}
Betriebe mit hoher Materialintensität haben meist eine geringe Personalintensität und umgekehrt, da zwischen beiden eine hohe negative Korrelation besteht. Zu den personalintensiven Betrieben gehören jene, bei denen der Personalkostenanteil an den Gesamtkosten oder Umsatzerlösen über 50 % liegt. Das trifft insbesondere bei Metallindustrie, Elektrotechnik oder Straßenbau zu, wo die Umsatzanteile bei mindestens 20 % und die Anteile am Rohertrag bei mindestens 60 % liegen. Auch im Dienstleistungssektor, im Handel und Handwerk besteht eine hohe Personalintensität. Personalintensive Betriebe weisen eine hohe Sensibilität für (tarifliche) Lohn- und Gehaltsveränderungen auf. Gleichzeitig sind solche Betriebe anfällig für Beschäftigungsschwankungen, insbesondere bei fixen Personalkosten. Kostenremanenzen gibt es insbesondere bei Personalkosten durch gesetzliche oder vertragliche Kündigungsfristen, wodurch Personal nicht so schnell abgebaut werden kann wie die Umsatzerlöse zurückgehen.
Auch die durchschnittlichen Personalkosten pro Mitarbeiter sind von allgemeinem Interesse:
{\displaystyle \mathrm {Personalkosten\ pro\ Arbeitnehmer} ={\frac {\text{Personalkosten}}{\text{durchschn. Personalbestand}}}}
Diese Durchschnittszahl gibt an, wie hoch das durchschnittliche Jahreseinkommen pro Beschäftigten liegt und kann bei Betriebsvergleichen derselben Branche herangezogen werden. Ihre Aussagefähigkeit nimmt jedoch ab, wenn das Einkommensgefälle in einem Betrieb groß ist. Im Rahmen des Personalcontrollings können die Produktivität und Flexibilisierung im Personalbereich erhöht und Personalkosten und Fehlzeiten verringert werden.
Der Personalbasisaufwand gibt die Personalaufwand für die geleistete Arbeitszeit wieder. Dieser setzt sich aus Löhne und Gehälter laut GuV Position 16 abzüglich Löhne und Gehälter fü bezahlte Ausfallzeiten abzüglich Löhne und Gehälter ohne Stundenleistung sowie abzüglich der Ausbildungsvergütungen ohne produktiven Zeitanteil zusammen.

## Bilanzierung
Die Gewinn- und Verlustrechnung unterscheidet für das Gesamtkostenverfahren in § 275 Abs. 2 Nr. 6 a) HGB zwischen „Löhne und Gehälter“ und „soziale Abgaben und Aufwendungen für Altersversorgung und für Unterstützung“ (§ 275 Abs. 2 Nr. 6 b) HGB). Die Zuführung zu den Pensionsrückstellungen ist somit Bestandteil der Personalkosten. Beim Umsatzkostenverfahren gilt § 285 Nr. 8 b) HGB. Wird eigenes Personal zur Reparatur oder Wartung von Produktionsanlagen eingesetzt, ist dies über die Position aktivierte Eigenleistungen zu verrechnen. Denn der Einsatz von Arbeitnehmern für Eigenleistungen verursacht Aufwendungen, die nicht zum eigentlichen Produktionsprozess gehören. Deshalb sieht § 275 Abs. 2 Nr. 3 HGB für das Gesamtkostenverfahren vor, dass die für Eigenleistungen angefallenen Personal- (und Materialkosten) durch den Ertragsposten „andere aktivierte Eigenleistungen“ wieder neutralisiert werden müssen. Dadurch wird das Betriebsergebnis um Vorgänge korrigiert, die mit der eigentlichen Leistungserstellung nichts zu tun haben. Ohne Korrektur würde das Betriebsergebnis schlechter (niedrigerer Gewinn oder höherer Verlust) ausfallen. Unter dem Posten § 275 Abs. 2 Nr. 5 b) HGB oder § 275 Abs. 3 Nr. 2 HGB werden die Löhne und Gehälter für fremde Arbeitskräfte ausgewiesen, soweit sie Aufwendungen für von Dritten bezogene Leistungen darstellen und betriebswirtschaftlich dem Materialaufwand zuzuordnen sind.

## International
Die International Financial Reporting Standards (IFRS) kennen keine speziellen Vorschriften zum Begriff der Personalaufwendungen. Nach IAS 1.91 ist der Personalaufwand bei der Anwendung des Gesamtkostenverfahrens gesondert in der Gewinn- und Verlustrechnung auszuweisen, IAS 1.93 verlangt bei Anwendung des Umsatzkostenverfahrens zusätzliche Angaben über den Personalaufwand. Für beide Darstellungsformen wird eine genaue Aufgliederung des Personalaufwandes nicht vorgeschrieben. Die „staff costs“ / „employee benefits“ werden in IAS 19 behandelt. Die Vorschrift ist mit der deutschen Auslegung identisch und beinhaltet alle Personal- und Personalnebenkosten einschließlich etwaiger Sachbezüge (Deputatlohn). Kein Personalaufwand stellen pauschalierte Reise-, Verpflegungs- und Übernachtungsspesen dar sowie Aufwendungen für den Aufsichtsrat oder Beirat. Diese gehören zu den sonstigen betrieblichen Aufwendungen. Unterschiede zum HGB ergeben sich aus den Pensionsrückstellungen, weil die Höhe des Pensionsaufwands zwischen HGB und IAS teilweise nicht übereinstimmt.